# Noyers-Saint-Martin
Noyers-Saint-Martin ist eine französische Gemeinde mit 892 Einwohnern (Stand 1. Januar 2022) im Département Oise in der Region Hauts-de-France. Sie gehört zum Arrondissement Clermont, zum Gemeindeverband L’Oise Picarde und zum Kanton Saint-Just-en-Chaussée.

## Geographie
Die Gemeinde Noyers-Saint-Martin liegt auf der Wasserscheide zwischen Somme und Oise, 16 Kilometer nordöstlich von Beauvais. Zu Noyers gehören die Ortsteile Saint-Ladre und Gouy. Zwei Windkraftanlagen an der Grenze zur Nachbargemeinde Thieux sind Teil eines interkommunalen Windparks. Von 1891 bis 1961 verkehrte durch die Gemeinde die Meterbahnstrecke von Estrées-Saint-Denis über Froissy nach Crèvecœur-le-Grand.

## Geschichte
Im Jahr 1472 setzten die Truppen Karls des Kühnen das Dorf Saint-Martin in Brand. Der Wiederaufbau erfolgte im damaligen Weiler Noyers.

## Bevölkerung
| Jahr                       | 1962 | 1968 | 1975 | 1982 | 1990 | 1999 | 2006 | 2012 | 2021 |
| -------------------------- | ---- | ---- | ---- | ---- | ---- | ---- | ---- | ---- | ---- |
| Einwohner                  | 566  | 593  | 604  | 589  | 657  | 709  | 734  | 769  | 898  |
| Quellen: Cassini und INSEE |      |      |      |      |      |      |      |      |      |

## Sehenswürdigkeiten
- Kirche Saint-Martin aus dem 16. und 18. Jahrhundert
- Mehrere Souterrains (Muches) im Gemeindegebiet
- zwei Wassertürme
- sowjetischer Soldatenfriedhof mit 4643 Bestattungen und einem von Vladimir Surovtsev geschaffenen Denkmal aus dem Jahr 2002

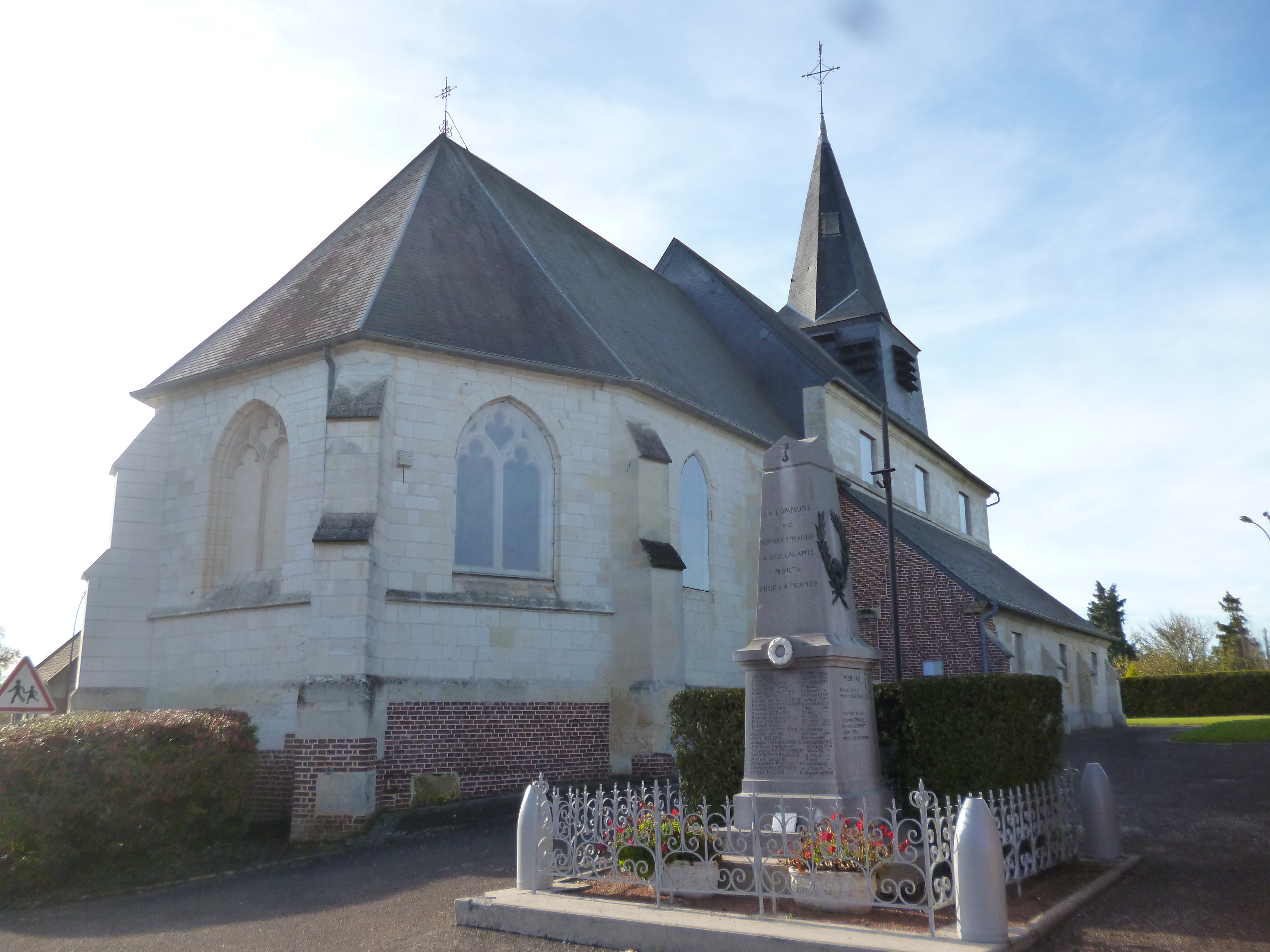
Kirche Saint-Martin
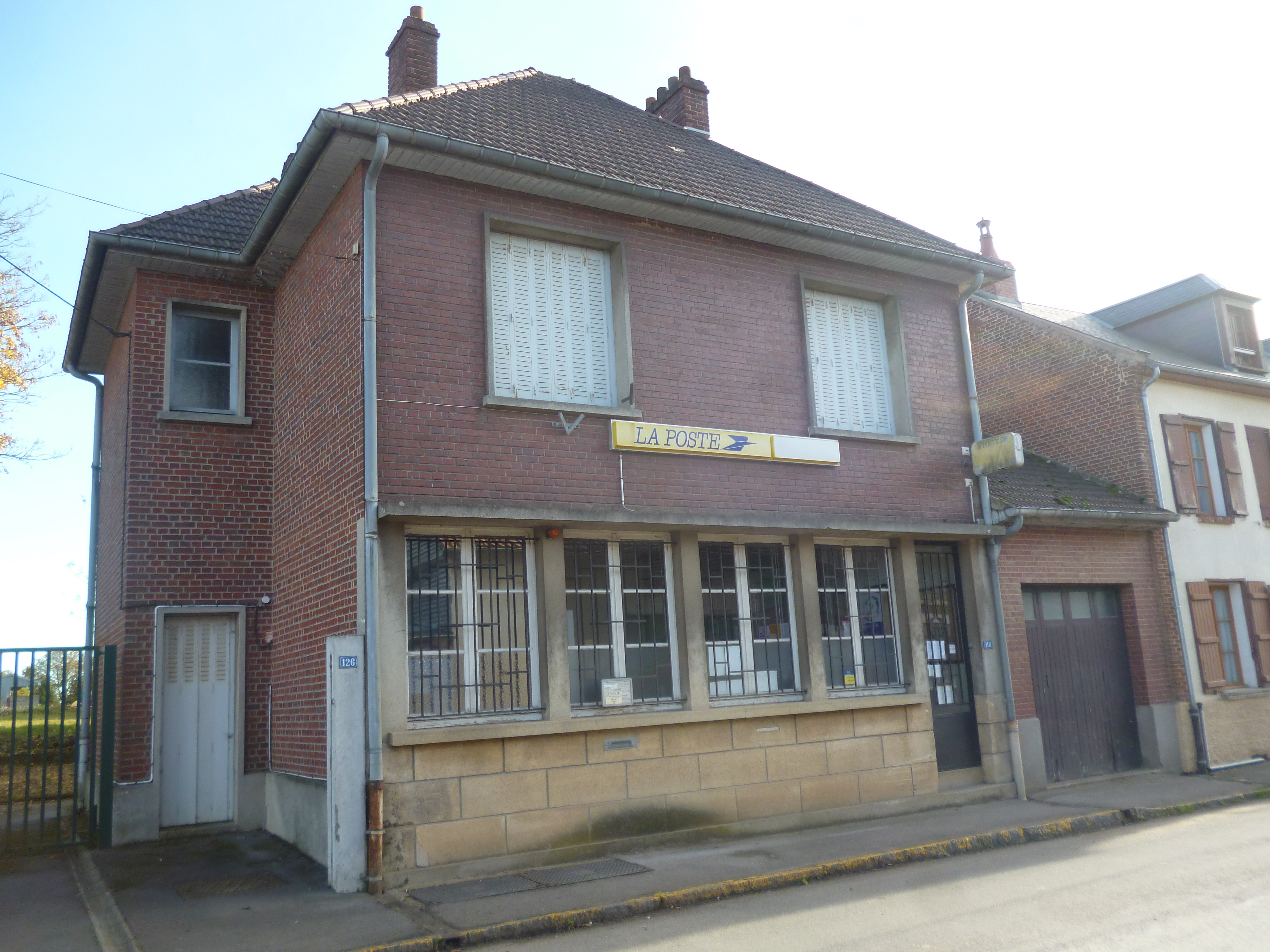
Postamt
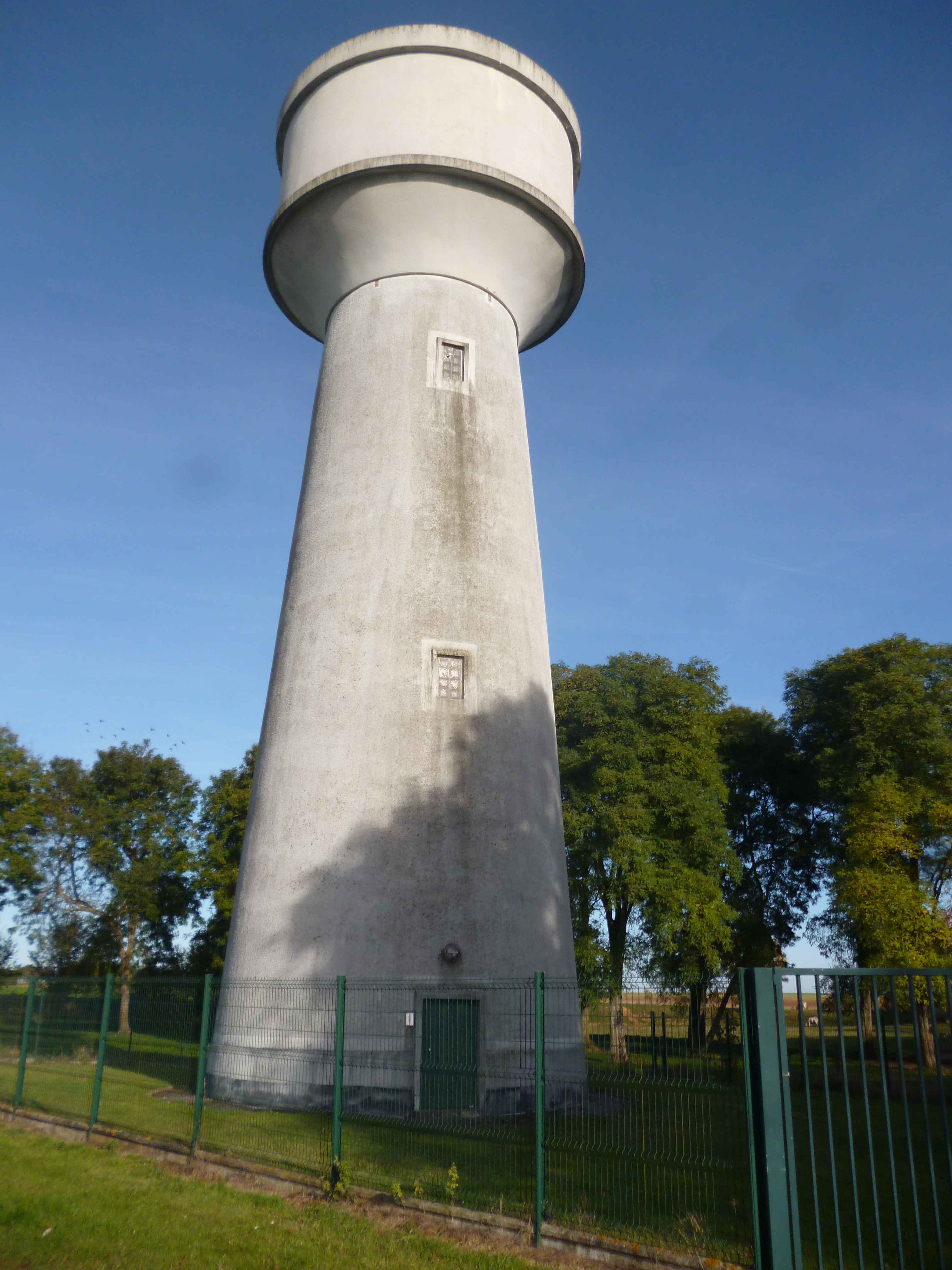
Wasserturm
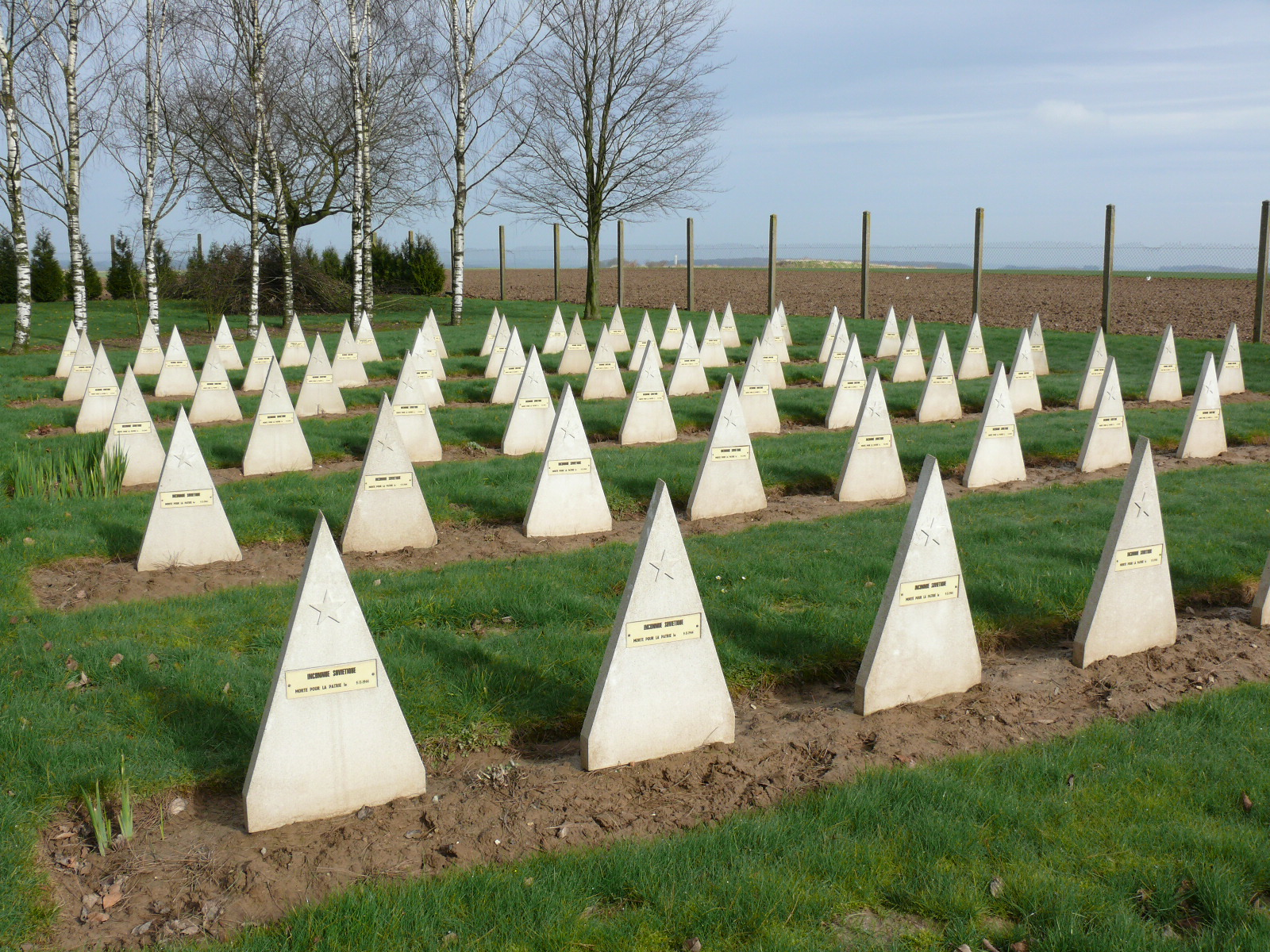
Sowjetischer Soldatenfriedhof